# 无所适从
无所适从是冯巩、牛群合作即兴表演的一个相声，这个相声讽刺了当时书籍、杂志乱采乱登的现象。

## 关于
黄队的队员（牛群）办了一个“活的倍儿长”刊物，但所登出的内容出尔反尔（例如头期登出长寿属于胖子，后期登出长寿属于瘦子）。红队的队员（冯巩）是这个刊物的忠实看众，因为多次的出尔反尔而搞的精神失调。

## 连接
- 相声
- 冯巩
- 牛群